# Gåsasjö (Gällinge socken, Halland, 636869-128944)
Gåsasjö är en sjö i Kungsbacka kommun i Halland och ingår i Viskan-Rolfsåns kustområde. Sjön är 4,9 meter djup, har en yta på 0,02 kvadratkilometer och är belägen 75 meter över havet.